# Magnézium-polonid
A magnézium-polonid magnéziumból és polóniumból álló vegyület, képlete MgPo. A polonidok közé tartozik, vagyis kémiailag stabil polóniumvegyület, bár a polonid nem stabil, így az egész vegyület hamar bomlik.

## Előállítása
Elemi magnézium és polónium keverékének 300–400 °C-on történő hevítésével állítható elő.

## Szerkezete
A magnézium-polonid rácsa nikkelin (nikkel-arzenid) szerkezetű, rácsállandói: a = 434,5 pm és c = 707,7 pm. Ez némileg szokatlan, mivel a vizsgált fém-polonidok többsége izomorf a megfelelő szulfiddal, szeleniddel és telluriddal, a másik kivétel a higany-polonid (HgPo).

## Fordítás
Ez a szócikk részben vagy egészben  a   Magnesium polonide című angol Wikipédia-szócikk ezen változatának fordításán alapul.  Az eredeti cikk szerkesztőit annak laptörténete sorolja fel. Ez a jelzés csupán a megfogalmazás eredetét és a szerzői jogokat jelzi, nem szolgál a cikkben szereplő információk forrásmegjelöléseként.